# Goniatitida
Le goniatiti (Goniatitida) sono un ordine di molluschi cefalopodi estinti appartenenti agli ammonoidi.
Si originarono nel corso del Devoniano inferiore (circa 400 milioni di anni fa) e vissero fino al termine del Permiano (circa 240 milioni di anni fa). I loro fossili sono stati ritrovati in Nordamerica, Europa, Africa del Nord e Australasia.

## Descrizione
Tutte le goniatiti possedevano un guscio esterno, diviso internamente in camere da pareti definite setti, attraversate da un cordone parzialmente mineralizzato detto sifone o sifuncolo, generalmente in posizione ventrale o sub-ventrale. I fori sifonali che attraversavano i setti si inflettevano verso l'apice della conchiglia (in direzione opposta all'apertura) formando colletti settali che si definiscono procoanitici (volti cioè in direzione anteriore).

L'animale viveva nell'ultima camera, la più grande (camera di abitazione), mentre le camere interne erano probabilmente riempite di gas e liquido meno denso dell'acqua marina, che permetteva all'animale di controllare il proprio galleggiamento variandone la pressione per mezzo del sifone. 

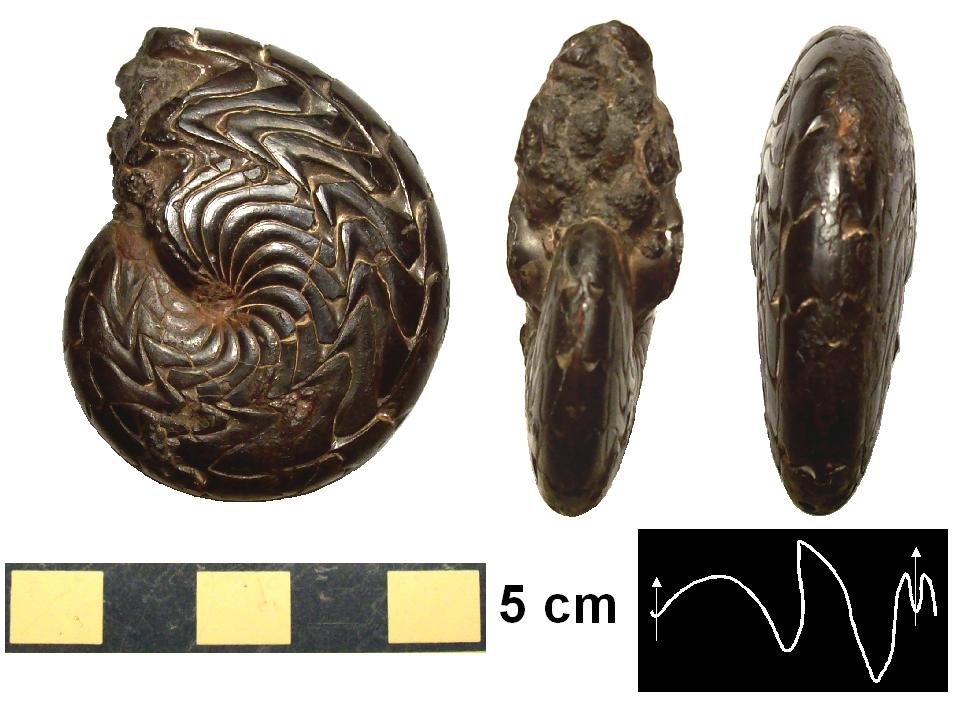
goniatite piritizzata (parzialmente alterata in limonite) appartenente al genere Discoclymenia, dal Devoniano Superiore del Marocco. È evidente nel fossile (un modello interno di fragmocono), l'andamento della sutura (riportato anche in basso a destra) e l'avvolgimento planispirale strettamente involuto della conchiglia. Veduta laterale (a sinistra) e vedute ventrali (a destra).

La struttura generale della conchiglia delle goniatiti era molto simile a quella delle più note ammoniti. Entrambi i gruppi erano verosimilmente costituiti da animali nectonici o necto-bentonici con conchiglia spiralata, occhi ben sviluppati, tentacoli prensili e un organo muscoloso a forma di imbuto, l'iponomo, che permetteva loro di muoversi all'indietro espellendo violentemente l'acqua in avanti: tutti caratteri derivati dal gruppo progenitore di entrambi, i nautiloidi.
In generale le goniatiti erano di piccola o media taglia, il diametro della conchiglia oltrepassava raramente i quindici centimetri; la maggior parte delle forme non raggiungeva i cinque centimetri. La conchiglia era sempre planispirale, al contrario di alcune ammoniti del Cretaceo che svilupparono forme svolte (note come eteromorfe). La superficie esterna era spesso liscia; l'ornamentazione, ove presente, era per lo più composta di pieghe, solchi e striature longitudinali, con andamento spirale. Sono spesso presenti invece delle costrizioni.
Le sottili pareti tra le camere interne del guscio sono chiamate setti (septa); quando la goniatite cresceva, spostava il suo corpo avanti nella camera di abitazione fino a raggiungere una posizione più avanzata, in corrispondenza della quale il mantello secerneva il setto successivo (analogamente ai nautiloidi attuali, che è stato possibile osservare in acquario durante la crescita). Le linee di sutura sono visibili sotto forma di una serie di strette linee ondulate sulla superficie del guscio, e individuano il decorso della linea di inserzione dei setti sulla parete esterna della conchiglia. La sutura è composta dall'alternarsi di diversi elementi: lobi (inflessioni in direzione opposta all'apertura) e selle (inflessioni nella direzione dell'apertura). Le forme più primitive dei Goniatitida (Agoniatitina e Anarcestina) sono caratterizzate da una sutura molto semplice, con pochi elementi ad andamento arrotondato. A partire dal Devoniano Superiore (Frasniano), con la comparsa dei Goniatitina, abbiamo la sutura goniatitica vera e propria, con andamento a "zigzag", dovuto a selle e lobi angolosi: il numero degli elementi tende anche a moltiplicarsi (anche se la maggior parte delle forme non supera i 7 lobi). Vi è tuttavia le tendenza da parte di molte goniatiti, nel Carbonifero e soprattutto nel permiano, a sviluppare suture più complesse, con lobi e selle frastagliati a somiglianza di alcune suture di tipo ceratitico, filloceratitico e ammonitico che saranno poi tipiche degli ammonoidi mesozoici. Le suture dei nautiloidi, al confronto, erano più semplici essendo diritte o solo leggermente curve; i successivi ammonoidi, invece, svilupparono tipologie di sutura sempre più complesse, spesso con geometria frattale; l'interpretazione più diffusa tra i ricercatori per queste suture via via più complicate ipotizza che la struttura più complessa dei setti servisse a rinforzare il guscio, permettendo così di alleggerire la parete esterna.

## Storia evolutiva

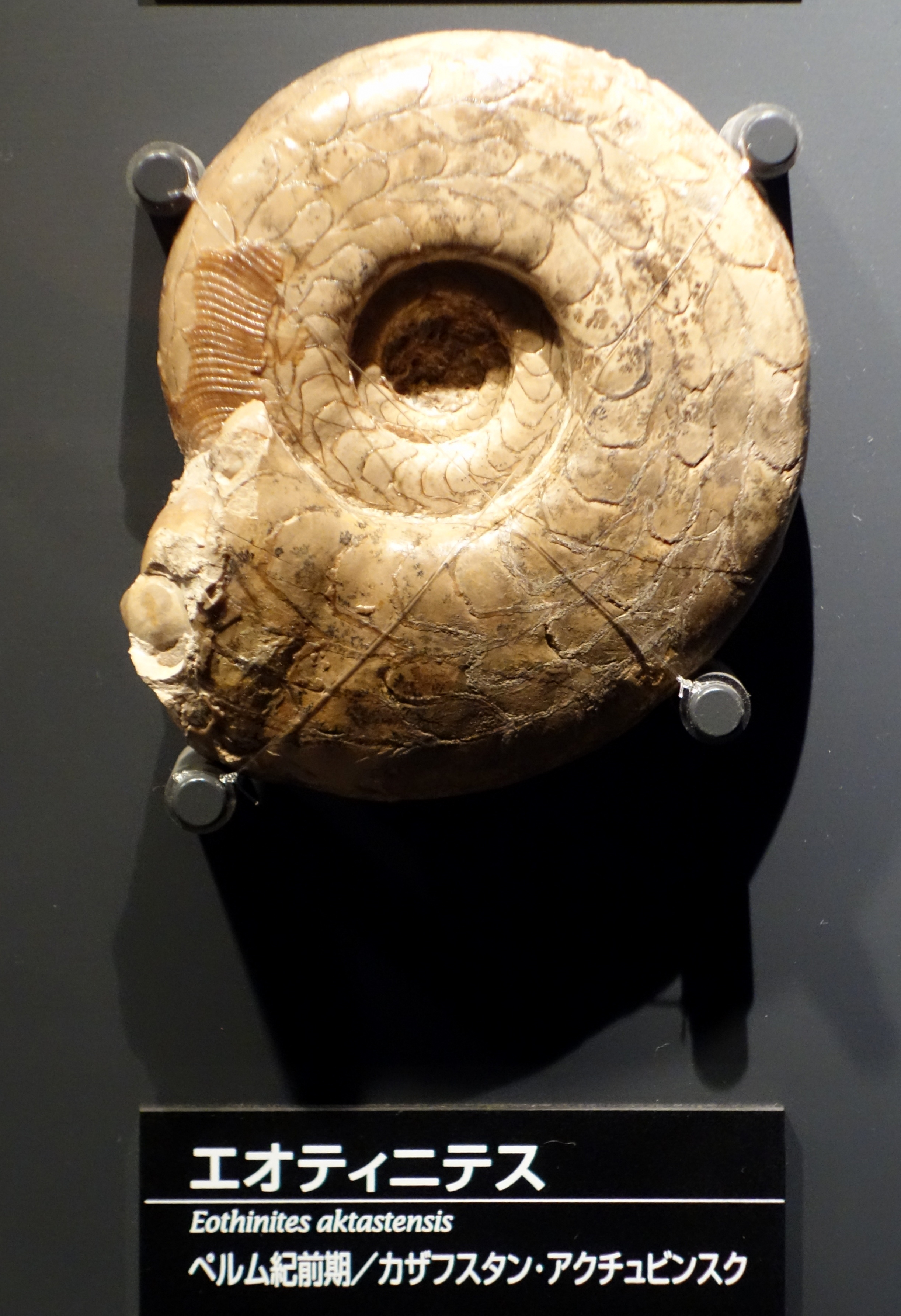
Eothinites aktastensis: modello interno di fragmocono, mostrante le linee di sutura, è conservato anche un frammento di guscio esterno conchiglia fossilizzato

Originatesi da antenati anarcestidi nel Devoniano inferiore, le goniatiti si diffusero e si svilupparono notevolmente nel corso di questo periodo. Al contrario di altri ammonoidi primitivi (come gli stessi anarcestidi e i climeniidi), le goniatiti passarono indenni attraverso l'estinzione di massa di fine Devoniano, e prosperarono nel Carbonifero per poi estinguersi solo a fine Permiano. Prima di scomparire, è probabile che alcuni gruppi di goniatiti tardo-permiane abbiano dato origine polifileticamente a un gruppo noto come ceratiti (Ceratitida), dai quali è piuttosto difficile distinguerle per la gradazione dei caratteri. Le ceratiti ebbero poi una notevole espansione nel Triassico e diedero origine alle ammoniti mesozoiche vere e proprie. Tra i generi di goniatiti più noti, da ricordare Goniatites, Gastrioceras, Cheiloceras, Peenoceras, Nuculoceras, Bisatoceras, Tornoceras, Sporadoceras, Metalegoceras.

## Habitat
Le goniatiti vivevano in ambienti marini a salinità normale, come quasi tutti i cefalopodi viventi o estinti; i loro fossili sono molto più comuni in sedimenti cratonici o di shelf, piuttosto che in sedimenti oceanici. Sembra quindi che le goniatiti vivessero in mari epicontinentali o comunque in ambiente marino neritico.
Non vi sono prove che possano far supporre un preciso stile di vita (bentonico, nectonico, planctonico...), anche se da un punto di vista generale, la morfologia globosa e l'ombelico molto profondo della maggior parte delle forme fanno pensare ad una scarsa efficienza idrodinamica e ad una bassa velocità di nuoto. Le forme con conchiglia compressa d'altro canto sarebbero in accordo con abitudini più francamente nectoniche. Non è certo di cosa potessero nutrirsi le goniatiti: sono noti solo pochi apparati nutritivi di questi organismi, e notizie riguardanti il contenuto dello stomaco all'interno dei fossili sono ragionevolmente documentate solo per gli ammonoidi mesozoici. In ogni caso, sembra accertato che le goniatiti erano sprovviste delle mascelle a becco calcificate, tipiche dei nautiloidi; questo fatto è stato citato come una prova che le goniatiti non avessero una dieta durofaga. L'assoluta maggioranza dei cefalopodi è però costituita da carnivori predatori, e non vi sono particolari ragioni per supporre che le goniatiti facessero eccezione.

## Distribuzione
I fossili di goniatiti sono molto diffusi e sono particolarmente comuni in Nordamerica: in quasi tutto il territorio degli Stati Uniti sono noti i loro fossili. In particolare, in rocce di origine marina del Pennsylvaniano dell'Arkansas sono presenti veri e propri accumuli. I fossili di goniatiti si rinvengono particolarmente in rocce formatesi quando la zona ospitava mari interni dal clima tropicale o subtropicale. Accumuli di fossili sono stati rinvenuti anche in Irlanda e in vari bacini del Carbonifero in varie zone d'Europa, come anche in strati del Devoniano in Marocco. Le goniatiti, inoltre, sono spesso utilizzate come utili fossili guida per la datazione delle rocce.